# 동부로 (목포시)
동부로(Dongbu-ro)는 대한민국의 전라남도 목포시 용당동 중심부를 연결하는 도로이다.

## 노선 경로
- 삼거리 명칭 미상 - 영산로
- 사거리 명칭 미상 - 산정로238번길
- 양을로1990번길와 직결